# Falköpings östra socken
Falköpings östra socken i Västergötland ingick i Vartofta härad och området är sedan 1974 en del av Falköpings kommun, från 2016 inom Falköpings distrikt.
Socknens areal är 9,41 kvadratkilometer land. År 1933 fanns här 213 invånare. Som sockenkyrka användes Falköpings stads kyrka, Sant Olofs kyrka.  

## Administrativ historik
Socknen har medeltida ursprung under namnet Agnestads socken. Under medeltiden ingick socknen i Ållebergs fjärding. 
Vid kommunreformen 1862 övergick socknens ansvar för de kyrkliga frågorna till Falköpings landsförsamling, gemensam med Falköpings västra socken, och för de borgerliga frågorna bildades Falköpings östra landskommun. Landskommunen uppgick 1952 i Vartofta landskommun som 1974 uppgick i Falköpings kommun. Församlingen uppgick 1983 i Falköpings församling som utökades 2006.
1 januari 2016 inrättades distriktet Falköping, med samma omfattning som Falköpings församling fick 1983, och vari detta sockenområde ingår.
Socknen har tillhört län, fögderier, tingslag och domsagor enligt vad som beskrivs i artikeln Vartofta härad.

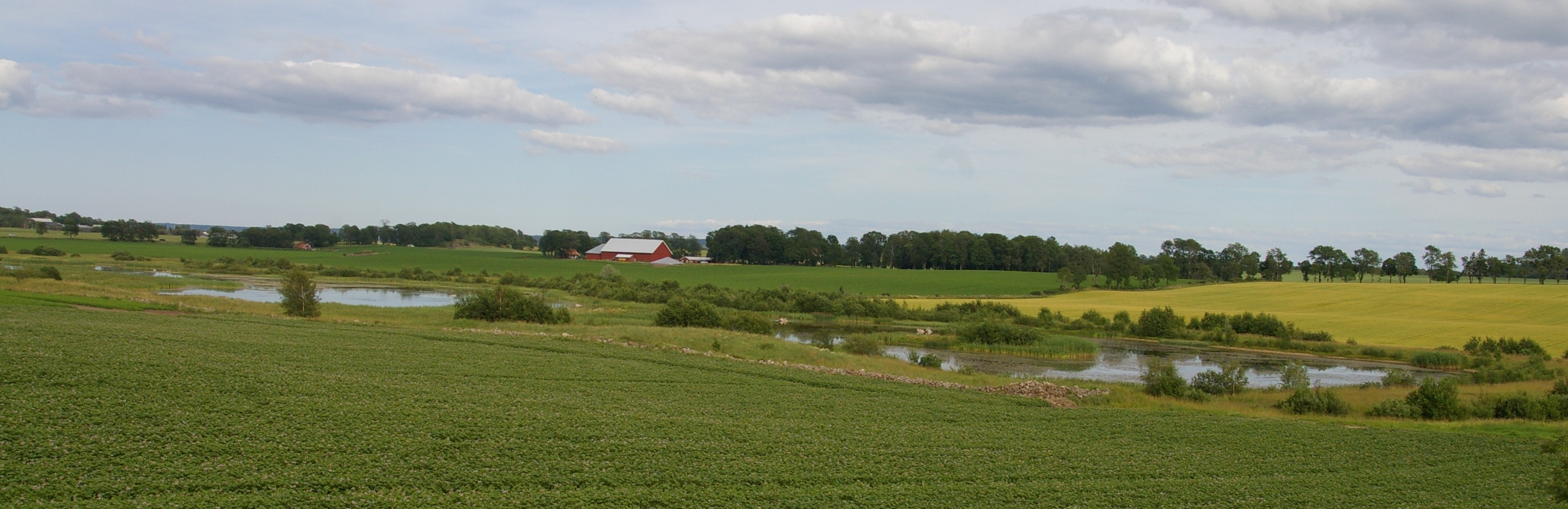
Agnestadssjön är en mindre sjö som anlades 1992. I bakgrunden syns Agnestads gård.

## Geografi
Falköpings östra socken låg närmast öster om staden Falköping. Socknen är en del av Falbygden.
Socknen gränsade i väster till Falköpings stad, i norr till Friggeråkers socken, i öster till Karleby socken och i söder till Luttra socken.
Socken utgörs av lätt kuperad fullåkersbygd på den kalkstensplatå som sammanbinder platåbergen Mösseberg och Ålleberg. Socknen har inga riktiga sjöar, men dammen Agnestadssjön anlades 1992 väster om Agnestads gård.

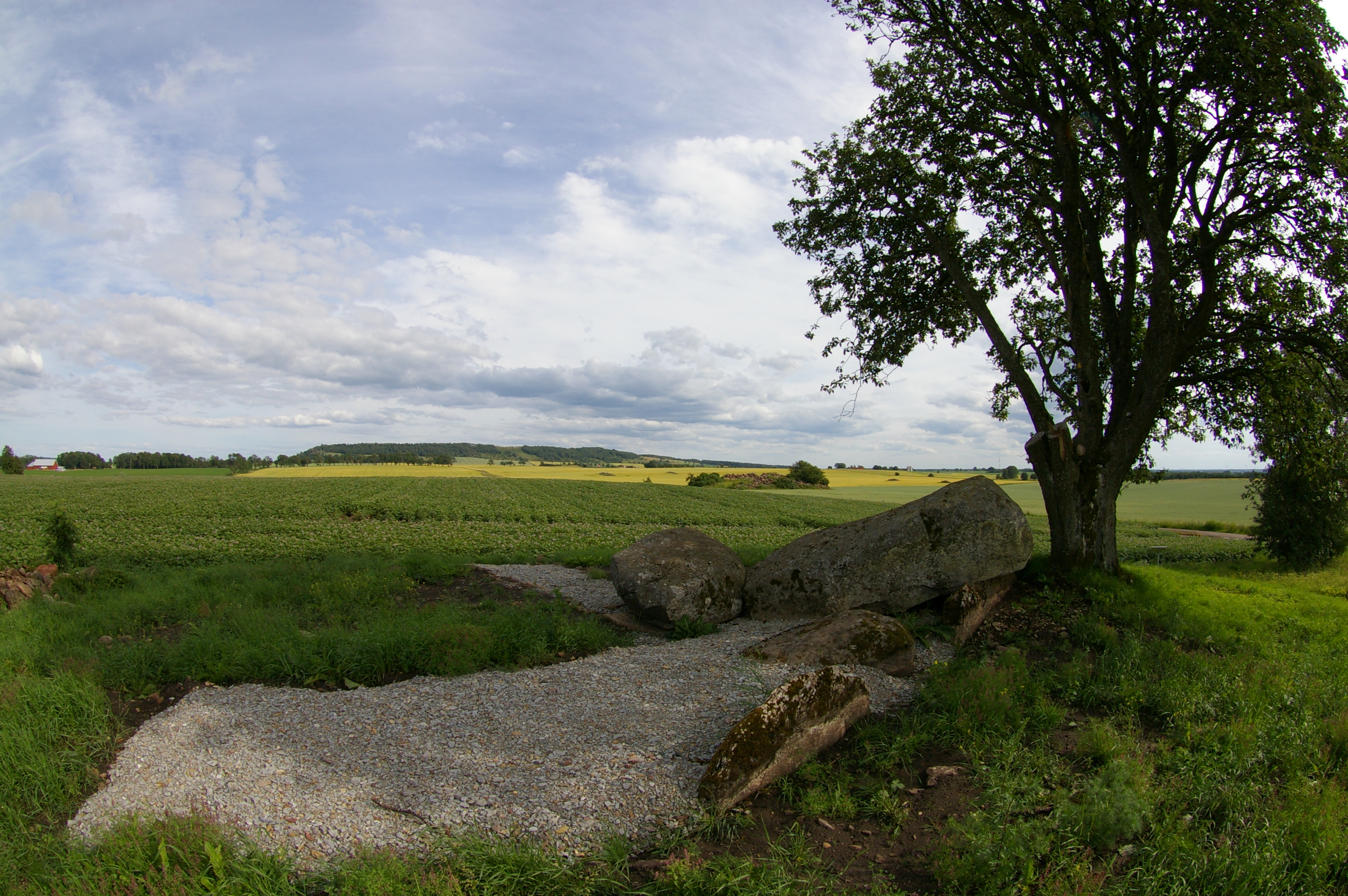
Gånggriften Firse sten (RAÄ-nr Falköpings östra 1:1) ligger på sockengränsen mellan Falköpings östra socken och Falköpings stad. I bakgrunden syns Ålleberg och längst till vänster Agnestads gård.

## Forntid
I socknen finns sex gånggrifter från mitten av bondestenåldern och sex hällkistor från slutet av bondestenåldern. Den mest kända är gånggriften Firse sten eller Fisse sten (RAÄ-nr Falköpings östra 1:1) och den grävdes delvis ut under september 2008. Man hittade då fynd från bronsåldern i den omgivande högen, bland annat en rakkniv. Vidare finns nio gravhögar från bronsåldern och femton stensättningar och två domarringar från järnåldern i socknen.

## Medeltid
Socknen hette Agnestads socken under medeltiden (1396 stavat Angnistada Soken och 1397 Agnastadha sokn), men från 1400-talet började den även kallas Falköpings socken (stavat Falochöpungx sokn 1420). Platsen för kyrkan ska ha invigts av biskop Sigfrid. På 1100-talet byggdes där en rundkyrka i sten. Utgrävningen av kyrkoruinen 1901 visade dock att det fanns gravar från 1000-talet under kyrkans vägg, varför man kan anta att där först stått en stavkyrka i trä. Kyrkan betecknades som ödekyrka 1541. Ruinen restaurerades 1925.
Byarna Agnestad och Gunnestorp (eller Gunnilstorp), säteriet Snösbäck (stavat Sniösbäk 1396) och gården Krokstorp är kända från 1300-talet. Säteriet Viken är känt först från 1540 och är idag känt som Nötcenter Viken. En prästgård, Stomnen y Agnistada, är känd från 1540, men är idag försvunnen.

## Namnet
Namnet skrevs på 1200-talet Falakopog och innehåller områdesnament Falan och köpunger, 'handelsplats'.